# Russell Means
Russell Means (Wanblee, Dakota del Sur; 10 de noviembre de 1939-Porcupine, Dakota del Sur; 22 de octubre de 2012) fue un actor, escritor, político y activista amerindio estadounidense.
Nació en el seno de la tribu lakota. Integró el Movimiento Indio Estadounidense (American Indian Movement). Militó en el Partido Libertario, presentándose como candidato en 1988.
Fue actor en la película de El último mohicano interpretando el papel de Chingachgook. También participó en Pathfinder, el guía del desfiladero, en 2007. Puso su voz en la película Pocahontas de (1995).